# Emphytoecia suturella
Emphytoecia suturella är en skalbaggsart som först beskrevs av Blanchard 1851.  Emphytoecia suturella ingår i släktet Emphytoecia och familjen långhorningar. Inga underarter finns listade i Catalogue of Life.